# Ajonpää
Ajonpää ou Ajonpäännokka est une zone rocheuse de Naantali en Finlande.

## Présentation
Ajonpää est une  zone de 5 hectares bordée de falaises abruptes  à l'extrémité nord-ouest de l'île de Luonnonmaa. 
La zone rocheuse a une valeur paysagère très importante, en plus d'être une zone rocheuse d'importance biologique et géologique et de valeur nationale et une zone naturelle de valeur régionale,,.
Le promontoire s'élève à une altitude d'environ 35 mètres,.
Ajonpää kallio est un point d'observation et un lieu de migration des oiseaux.
La paroi rocheuse à l'est est un lieu populaire d'entraînement d'escalade.
À l'ouest d'Ajonpää se trouve la baie Ajonpäänlahti, de l'autre côté de laquelle se trouve la réserve naturelle de Tamminiemi.
De l'autre côté de la route, du côté du continent, se trouve la raffinerie de Naantali de Neste Oy. 
En face d'Ajonpää, Viheräistenauko a un trafic maritime intense vers, entre-autres, le port de Naantali et le port de Turku.
Afin de construire un nouveau radar naval sur Ajonpää, le mât du radar a été transporté jusqu'au promontoire par hélicoptère au printemps 2011, et le radar naval a été mis en service en 2012. 
Désormais, toute la zone est sous le contrôle du Sémaphore de Nauvo.

## Galerie

Vue depuis le point culminant du rocher d'Ajonpää vers l'est-nord-ouest en janvier 2009.